# Remenoville
Remenoville település Franciaországban, Meurthe-et-Moselle megyében. Lakosainak száma 156 fő (2022. január 1.). Remenoville Gerbéviller, Giriviller, Moriviller, Rozelieures, Seranville és Vennezey községekkel határos.

## Népesség
A település népessége az elmúlt években az alábbi módon változott:
| Lakosok száma | 103  | 121  | 163  | 136  | 168  | 165  | 162  | 158  | 156  | 156  |
|               | 1968 | 1982 | 1990 | 2006 | 2013 | 2015 | 2017 | 2019 | 2020 | 2022 |